# Skite

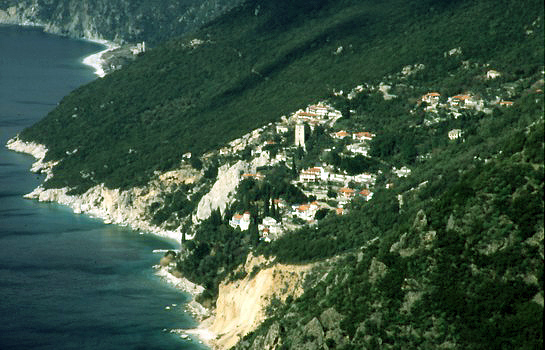
Nea Skiti, eine Skite auf dem Berg Athos

Eine Skite (auch: Skiti, von griechisch η σκήτη; Skit, russisch скит) ist eine klosterähnliche Mönchsgemeinschaft oder eine Art Mönchsdorf, das unter der formellen Oberherrschaft eines Großklosters steht und in Selbstverwaltung von einem Ältesten geführt wird.

## Geschichte und Ausformung der Lebensweise
Der Begriff leitet sich aus der Sketischen Wüste in Ägypten ab und wird heutzutage hauptsächlich im Zusammenhang mit dem Berg Athos gebraucht, einem Mönchsstaat in Nordgriechenland, dessen mönchisches Leben in 20 Großklöstern und zahlreichen von diesen abhängigen Skiten organisiert ist.
Diese können entweder aus großen, klosterhaften Anlagen bestehen, die jedoch nicht das Privileg genießen, eines der in ihrer Zahl festgelegten 20 Großklöster zu sein, oder aus einer losen Gruppierung einzelner Häuser, in denen je ein oder mehrere Mönche wohnen. Handelt es sich bei einer Skite um einen klosterähnlichen Bau (auf dem Athos z. B. Skiti Andreou, Skiti Prodromou), so folgen die Mönche wie die 20 Klöster (seit den 1960er Jahren) der koinobitischen Lebensweise, d. h., sie haben keinen Privatbesitz, und das gesamte Leben ist gemeinschaftlich organisiert.

Handelt es sich dagegen um ein „Mönchsdorf“ (z. B. Nea Skiti, Skiti Agias Annis), so leben die Mönche idiorhythmisch, d. h., sie leben einzeln in Häusern, können Privatbesitz haben und treffen sich unter Umständen nur sonntags zum Gottesdienst in der zentralen Kirche der Skite.
Der Begriff der Skite wird auch für mönchische Einsiedeleien verwendet, also für die Behausungen von Eremiten. Diese waren vor allem in Russland verbreitet und wurden als Ableger bereits bestehender russisch-orthodoxer Klöster gegründet. Ein theologisches Fundament für diese Siedlungen schuf der russische Starez Nil von Sora.

## Skiten in Deutschland
Im deutschen Sprachraum existiert in Geilnau seit Ende der 1980er Jahre die Skite des heiligen Spyridon, ein Männerkloster, das zur serbisch-orthodoxen Kirche gehört.
Seit 2005 gibt es auch in der Nähe von München, in Buchendorf, die Skite der Hl. Elisabeth, ein russisch-orthodoxes Frauenkloster der russisch-orthodoxen Kirche im Ausland.